# 上田卓三 (政治家)
上田 卓三（うえだ たくみ、1938年〈昭和13年〉6月24日 - 2005年〈平成17年〉5月26日）は、日本の政治家。衆議院議員（6期）、元部落解放同盟委員長。

## 来歴
大阪市東淀川区の新大阪駅近くの被差別部落（日之出地区）に生まれる。大阪市立扇町第二商業高等学校定時制（現・大阪市立中央高等学校）卒業。
1959年、大賀正行、向井正、山中多美男らと部落解放同盟大阪府連日之出支部結成に参加。戦後世代の部落解放運動若手活動家のひとりとして頭角を現した。前後して日本共産党に入党するも、1964年に志賀義雄らが部分的核実験停止条約の批准をめぐり宮本顕治ら中国に接近していた他の幹部と対立、離党し日本共産党（日本のこえ）を結成すると大賀正行ら解放同盟大阪府連の若手活動家らとともにそれに参加、上田らの行動は、同和対策審議会答申の評価をめぐり同盟内の支持を失いつつあった共産党が同盟の主導権を失うきっかけとなった。これが原因となり、共産党からは反党活動の廉で除名される。
その後解放同盟大阪府連書記長・委員長を歴任し、部下の解放同盟員らと日本社会党に集団入党する。
1968年、解放同盟大阪府連書記長、大阪部落解放研究所の理事に就任。1969年4月19日には矢田事件で拉致監禁・暴力糾弾に参加したとして共産党員らに逮捕監禁罪・強要未遂罪で刑事告訴されるも、不起訴となる。
1970年2月17日、同和行政の窓口一本化を求め、約70名の部落解放同盟員と共に日本共産党議員控室に乱入、暴行・傷害事件を起こしたとして、同年2月21日に共産党府議たちから告訴されるも、上田個人は不起訴となり、当時の大阪府連吹田光明町支部長のみが起訴される（Tは1979年に罰金刑が確定）。
1972年7月には山口県光市の路上で山口県連の書記長村崎勝利ならびに光支部長村崎寧（両者はいずれも共産党員）に対し、上杉佐一郎らと共に暴行・傷害事件を起こしたとして、光警察署に告訴されているが刑事責任は問われていない。
1974年の第10回参議院議員通常選挙で大阪府選挙区から日本社会党公認で立候補するが、落選。2年後の第34回衆議院議員総選挙で大阪4区から立候補して初当選する。以後連続6期務め、この間飛鳥田一雄委員長の下で国際局長・田邊誠委員長の下で党副委員長を務めた。
1988年にリクルート事件が発覚した際には、リクルートコスモスの未公開株の譲渡先の一人であったことが明らかとなり11月4日に議員を辞職したが、折からの社会党の土井ブームなどによる追い風もあって2年後の第39回衆議院議員総選挙で国政復帰。前年の第15回参議院議員通常選挙では自らの秘書だった谷畑孝を参議院議員に送り込んでいる。1993年の第40回衆議院議員総選挙で落選し、政界から引退。その後1996年 - 1998年に部落解放同盟委員長を務めたが、2005年5月26日、肝不全のため死去。66歳没。
晩年は、人権擁護法案制定に反対する声明を出したり、にんげん社から『新憲法制定のススメ』（自衛軍明記、外国軍隊駐留禁止、非核三原則、大統領制、連邦制、アジア太平洋機構、所得税・法人税・消費税の税額２割を限度とした税金寄附金選択制、公益法人への政府補助金禁止、陪審制）を出すなど異色な行動をとった。

## 人物
- 「人権、中小企業、国際交流の上田卓三」を売りにしていたこともあって、特に被差別部落における中小企業振興で力を振るった。「差別がなくなったら飯の食い上げだ」と発言したこともある[7]。1968年に、部落解放同盟傘下の企業団体「部落解放大阪府企業連合会」を介した確定申告書を事実上フリーパスとする合意（七項目の確認事項）を当時の大阪国税局局長高木文雄と取り付けた。後に上田らは、共産党が組織していた「民商」を真似て中小零細企業や個人事業者を対象とした商工団体「大阪府中小企業連合会」（略称・中企連）を設立した。しかしこの合意が却って脱税に悪用されるなど今日では同和利権の一つとして批判の対象になっている[8]。中企連は後に全国的な発展を遂げてティグレとなる。
- 1979年に米国へ亡命した元ソ連国家保安委員会（KGB）少佐スタニスラフ・レフチェンコはその著書で上田を日本社会党内におけるソ連のスパイ協力者の一員であったと指摘。上田をウラヌスと呼んでいたことを公表した。

## 政策
- 選択的夫婦別姓制度導入に賛同。

## 著作
- 編著『マスコミが報道しなかった　レフチェンコ事件の真相』にんげん社、1983年
- 編著『重税で栄えた国はない』正続、にんげん社、1985-87年
- 『新憲法制定のススメ　連邦制・大領統制への移行』にんげん新書、2005年